# Josip Kozarac

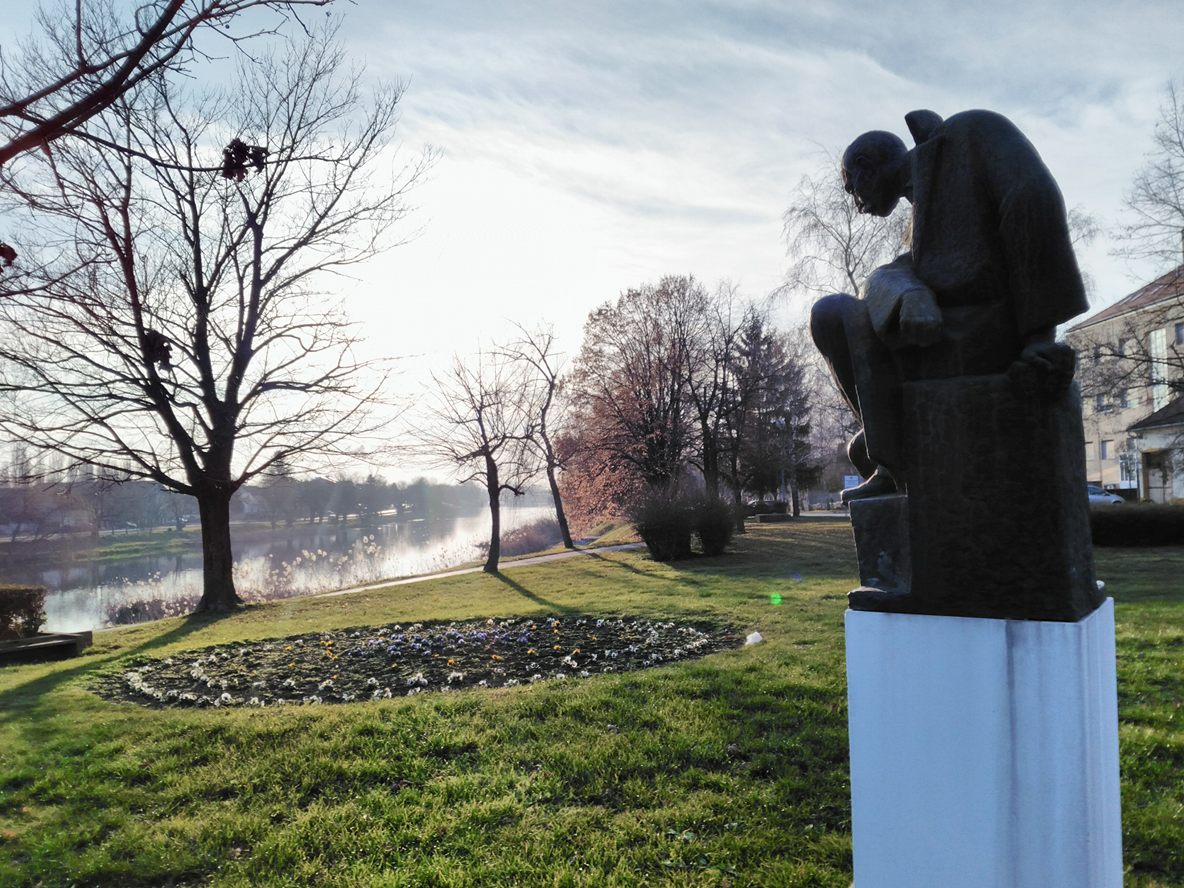
Statuia lui Josip Kozarac din Vinkovci

Josip Kozarac (n. 18 martie 1858, Vinkovci, Imperiul Austriac – d. 21 august 1906, Koprivnica, Austro-Ungaria) a fost un scriitor croat. 
Josip Kozarac s-a născut la Vinkovci. A studiat managementul forestier la Viena și a lucrat ulterior ca ofițer forestier în Vinkovci. 
A scris povestiri, piese de teatru și romane. În ele a arătat o mare capacitate de a ilustra țăranii slavoni și și-a exprimat nemulțumirea față de decăderea economiei slavone și a străinilor care preluau bogăția națională croată. Cea mai cunoscută lucrare a sa este romanul Mrtvi kapitali din 1890. 

## Lucrări scrise
- Biser-Kata
- Male pripovijesti
- Među svjetlom i tminom
- Mira Kodolićeva
- Mrtvi kapitali
- Oprava
- Priče djeda Nike
- Slavonska šuma
- Tena